# Selegilină
Selegilina este un medicament antiparkinsonian, un inhibitor ireversibil și selectiv al monoaminoxidazei-B (IMAO-B), fiind utilizat în tratamentul bolii Parkinson și al depresiei. Căile de administrare disponibile sunt: orală (pentru boala Parkinson) și transdermică (pentru depresie).

## Utilizări medicale
Selegilina este utilizată în tratamentul bolii Parkinson idiopatică, fie în monoterapie în Parkinson incipient, fie în asociere cu levodopa, în stadii avansate.
Mai este utilizată în depresie majoră, fiind administrată printr-un plasture transdermic.

## Efecte adverse
Principalele efecte adverse asociate tratamentului cu selegilină sunt: cefalee, insomnie, diskinezie și hipotensiune ortstatică.

## Farmacologie

### Metabolizare
Selegilina este metabolizată de sistemul citocrom P450 la L-desmetilselegilină și levometamfetamină. Desmetilselegilina prezintă o activitate de inhibare a MAO-B, dar este mai slabă decât cea a compusul părinte. Cel mai probabil, metabolizarea se continuă sub acțiunea CYP2C19. Levometamfetamina este convertită la levoamfetamină, care poate induce efecte stimulante.